# Montecarotto
Montecarotto é uma comuna italiana da região dos Marche, província de Ancona, com cerca de 2 178 habitantes. Estende-se por uma área de 24 km², tendo uma densidade populacional de 91 hab/km². Faz fronteira com Arcevia, Belvedere Ostrense, Ostra, Ostra Vetere, Poggio San Marcello, Rosora, Serra de' Conti.

## Demografia
| Variação demográfica do município entre 1861 e 2011                               |
|                                                                                   |
| Fonte: Istituto Nazionale di Statistica (ISTAT) - Elaboração gráfica da Wikipedia |